# 男の操
『男の操』（おとこのみさお）は業田良家による日本の漫画作品。『ビッグコミック』（小学館）にて2003年から2006年にかけて連載され、2006年に小学館ビッグコミックススペシャルより上下巻にて刊行された。2015年には上下巻を再編集し巻末に描き下ろしを加えた新装版全1巻が刊行されている。
紅白出場を目指す演歌歌手・五木みさおと、それを支える女たちのドラマ。前半はショートギャグだが、徐々にシリアスさを増していく。
NHK BSプレミアムの「プレミアムドラマ」枠で浜野謙太主演により連続テレビドラマ化され、2017年11月から放送された。

## あらすじ
売れない演歌歌手・五木みさおの夢は、紅白出場。娘のあわれとともに営業に励み、亡き妻・純子 はビデオから声援を送ってくれる。所属事務所の社長にいびられても、お隣の万田さんから好意を寄せられても、純子との約束を守るため、みさおは持ち歌「男の操」を歌い続けていた。
にぎやかな人々に囲まれ、笑って泣いて、歌って暮らす。そんな毎日が、ずっと続くと思っていた。だが、それぞれの愛情の裏側には、静かなる葛藤があった。

## 登場人物
五木みさお
売れない演歌歌手。亡き妻との約束「紅白出場」を目指す。
あわれ
みさおの娘。小学生ながら、みさおのファン活動が板についている。
純子
みさおの亡き妻。生前に撮りためたビデオで登場。
万田春子
五木家の隣に住む女性。みさおに想いを寄せる。
深情マリ
みさおをいびる、所属事務所の社長。純子とも親しかった。
たもっちゃん / 面道保
みさおと仲良しの、売れない演歌歌手。

## 書誌情報
- 男の操 上（2006年11月30日発売、小学館ビッグコミックススペシャル、ISBN 978-4-09-181025-0）
- 男の操 下（2006年12月26日発売、小学館ビッグコミックススペシャル、ISBN 978-4-09-181026-7）
- 男の操（新装版・全1巻、2015年2月27日発売、小学館ビッグコミックススペシャル、ISBN 978-4-09-186865-7）

## テレビドラマ
NHK BSプレミアムの「プレミアムドラマ」枠にて2017年11月12日から12月24日まで放送された。全7回。主演は浜野謙太。
原作の業田良家の指名により、劇中歌「男の操」の作曲をつんく♂が担当した。

### キャスト

#### 主要人物
- 五木みさお - 浜野謙太
- 五木純子 - 倉科カナ
- 万田春子 - 川栄李奈
- 俵あきら - 永瀬匡
- 五木あわれ - 粟野咲莉
- 面道保 - 佐藤隆太
- 深情マリ - 安達祐実
- 小島冬美 - もたいまさこ

#### その他
- 谷口先生 - 六角慎司
- 屋台の親父 - 宇野祥平
- マスター - 水間ロン
- 店長 - パパイヤ鈴木
- 佐藤P - 辰巳蒼生
- 加奈 - 玉野るな

### スタッフ
- 原作 - 業田良家
- 脚本 - 根本ノンジ、横幕智裕
- 音楽 - 石塚徹、川嶋可能
- 劇中歌 - 「男の操」（作詞：業田良家、作曲：つんく♂）
- 音楽プロデューサー - 田井モトヨシ
- 歌唱指導 - 渡辺大地
- 制作統括 - 谷口卓敬（NHK）、長坂淳子（ザフール）
- プロデューサー - 姫田伸也
- 演出 - 湯浅弘章、片桐健滋
- 制作・著作 - NHK、ザフール

### 放送日程
| 放送回 | 放送日   | ラテ欄                             | 脚本       | 演出     |
| ------ | -------- | ---------------------------------- | ---------- | -------- |
| 第1回  | 11月12日 | 売れない演歌歌手は奇跡を起こせるか | 根本ノンジ | 湯浅弘章 |
| 第2回  | 11月19日 | みさおに初の応援団!                | 根本ノンジ | 湯浅弘章 |
| 第3回  | 11月26日 | 彼が演歌を歌う訳                   | 横幕智裕   | 片桐健滋 |
| 第4回  | 12月03日 | 保、今夜は恋を歌え!                | 横幕智裕   | 片桐健滋 |
| 第5回  | 12月10日 | 女の決意                           | 根本ノンジ | 湯浅弘章 |
| 第6回  | 12月17日 | 揺らぐ恋                           | 根本ノンジ | 湯浅弘章 |
| 最終回 | 12月24日 | 紅白出場なるか?                    | 根本ノンジ | 湯浅弘章 |

### 関連商品
CD
- NHK プレミアムドラマ 男の操 音楽集（2017年12月6日発売予定、キングレコード）
収録曲
  - 五木みさお「男の操」（歌唱：浜野謙太、作曲：つんく♂）
  - 面道保「たもつの恋」（歌唱：佐藤隆太）
  - 俵あきら「どっ恋しょ節」（歌唱：永瀬匡）
  - 河合純子「青春をプロデュース」（歌唱：倉科カナ）
  - 深情マリ「ハリウッド振っちゃう」（歌唱：安達祐実）
  - 上記カラオケ5曲
  - 劇伴メインテーマ

| NHK BSプレミアム プレミアムドラマ                                         | NHK BSプレミアム プレミアムドラマ    | NHK BSプレミアム プレミアムドラマ   |
| 前番組                                                                    | 番組名                               | 次番組                              |
| ------------------------------------------------------------------------- | ------------------------------------ | ----------------------------------- |
| 山女日記 〜山フェスに行こう/アルプスの女王〜 （2017年10月29日 - 11月5日） | 男の操 （2017年11月12日 - 12月24日） | 平成細雪 （2018年1月7日 - 1月28日） |